# Port d'Azun
Le port d'Azun est un col de montagne pédestre frontalier des Pyrénées à 2 701 ou 2 698 mètres d'altitude entre le département français des Hautes-Pyrénées, en Occitanie, en la province espagnole de Huesca en Aragon, situé sur la frontière franco-espagnole.
Il relie la vallée d'Arrens en Lavedan à la vallée de Tena en Aragon.

## Toponymie
Le mot port signifie en gascon « porte » ou « col », c'est le pendant de puerto en espagnol.

## Géographie
Le port d'Azun est encadré par le sommet de pic de la Peyre (2 791 m) à l'ouest et le pic de Cambalès (2 965 m) au nord-est. 
Il surplombe les ibónes de la Facha au sud.

### Hydrographie
Le col délimite la ligne de partage des eaux entre le bassin de l'Adour, qui se déverse dans l'Atlantique côté nord, et le bassin de l'Èbre, qui coule vers la Méditerranée côté sud.

## Protection environnementale
Le col est situé dans le parc national des Pyrénées et fait partie d'une zone naturelle protégée, classée ZNIEFF de type 1.

## Voies d'accès
On y arrive côté francais depuis le parking qui jouxte la centrale électrique de Migouélou. De là on remonte le gave d'Arrens  en direction des lacs de Suyen (1 535 m), du port de la Peyre Saint-Martin (2 295 m) puis du col de Cambalès (2 706 m).
Côté espagnol versant sud, le col donne accès à la vallée de Tena et plus précisément aux ibónes de la Facha et du barranco de campo Plano. Le refuge espagnol de Respomuso n'est pas loin.